# Lidia Trettel
Lidia Trettel (Cavalese, 5 de abril de 1973) es una deportista italiana que compitió en snowboard, especialista en las pruebas de eslalon gigante.
Participó en dos Juegos Olímpicos de Invierno, obteniendo una medalla de bronce en Salt Lake City 2002, en el eslalon gigante paralelo, y el cuarto lugar en Nagano 1998, en el eslalon gigante.
Ganó una medalla de plata en el Campeonato Mundial de Snowboard de 1999, en la prueba de eslalon gigante.

## Medallero internacional
| Juegos Olímpicos   | Juegos Olímpicos                | Juegos Olímpicos  | Juegos Olímpicos         |
| Año                | Lugar                           | Medalla           | Competición              |
| ------------------ | ------------------------------- | ----------------- | ------------------------ |
| 2002               | Salt Lake City (Estados Unidos) | Medalla de bronce | Eslalon gigante paralelo |
| Campeonato Mundial |                                 |                   |                          |
| Año                | Lugar                           | Medalla           | Competición              |
| 1999               | Berchtesgaden (Alemania)        | Medalla de plata  | Eslalon gigante          |